# PGC 146227
LEDA/PGC 146227 ist eine Galaxie im Sternbild Eridanus am Südsternhimmel, die schätzungsweise 487 Millionen Lichtjahre von der Milchstraße entfernt ist. Im selben Himmelsareal befinden sich u. a. die Galaxien NGC 1563, NGC 1564, NGC 1565, IC 2064.